# Фотий (критский флотоводец)
Фотий (греч. Φώτιος) — византийский перебежчик и командующий флотом арабского эмирата Крита в 870-х годах.
Фотий ненадолго появляется в повествовании летописца X в. Продолжателя Феофана, чья работа была позже почти без изменений повторно использована историком XI в. Иоанном Скилицей. Византийские хронисты называли Фотия «воинственным и энергичным человеком», служившим арабскому эмиру Крита Шуайбу. В 872 или 873 году, Шуайб отправил Фотия командовать крупной морской экспедицией против Византийской империи, которой в то время правил император Василий I. С более чем 50 кораблями Фотий опустошил берега Эгейского моря, впервые после Второй арабской осады Константинополя в 717—718 годах мусульманский флот подошел так близко к византийская столице, достигнув Проконнеса. Вскоре после этого мусульманский флот потерпел тяжелое поражение в битве при Кардии от византийского адмирала Никиты Оорифаса.
Фотий с остатками своего флота выжил, чтобы вернуться на Крит, а вскоре после этого — точная дата неизвестна, некоторые ученые относят её к 879 году — начал ещё одну экспедицию, совершая набеги на берега западной Греции. Оорифас снова отплыл, чтобы противостоять ему, и ему удалось застать врасплох и уничтожить критский флот в Коринфском заливе. Фотий был убит, а многие мусульмане были взяты в плен и замучены до смерти.